# Charles André Boulle

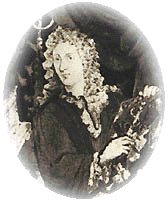
Charles André Boulle

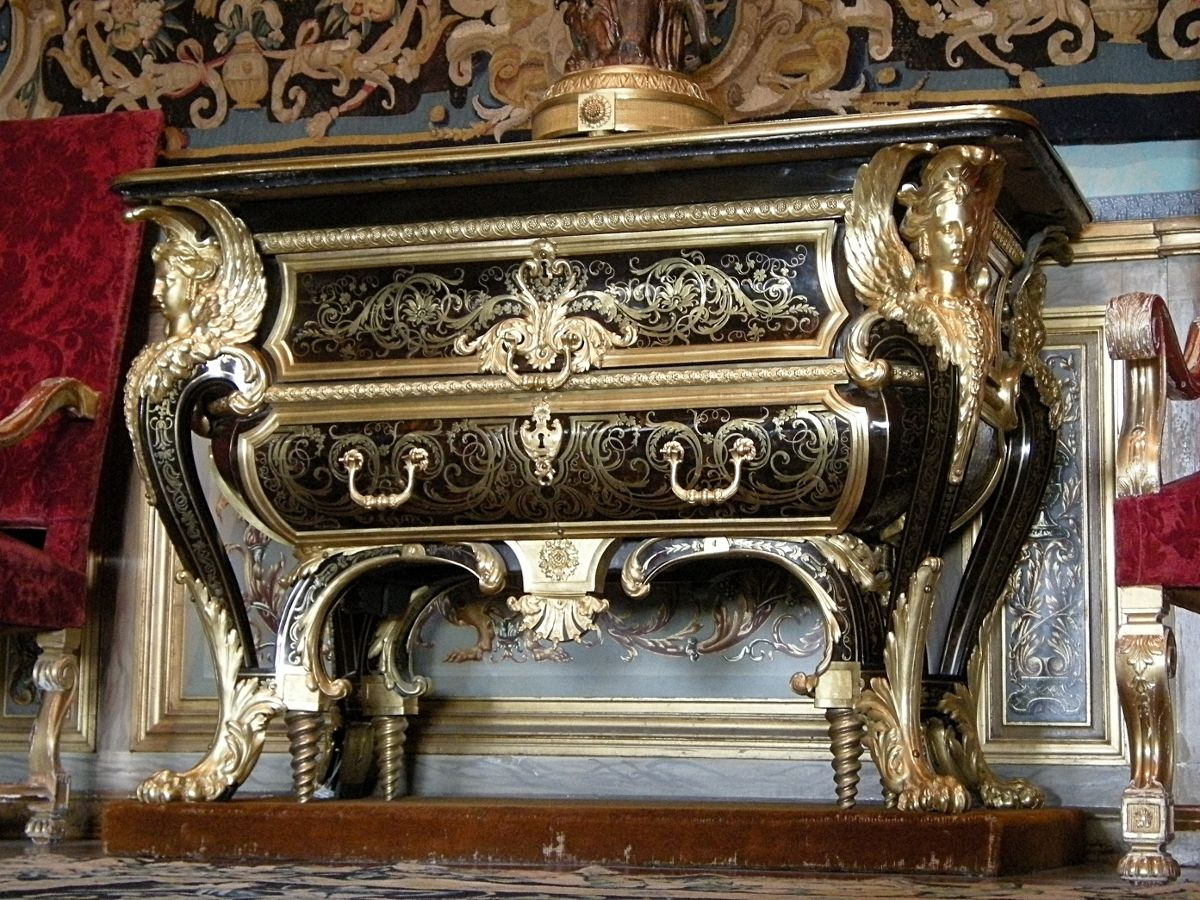
Komoda według projektu Charlesa Boulle

Charles André Boulle (ur. 11 listopada 1642 w Paryżu, zm. 28 lutego 1732 tamże) – francuski ebenista i projektant mebli. Reprezentant stylu Ludwika XIV w dziedzinie meblarstwa. Uznawany przez wielu za najwybitniejszego artystę w dziedzinie intarsji.
Pochodził z rodziny holenderskiej, piszącej się Buhl.
Pierwszy zastosował przy meblach swojego wyrobu wykładanie ornamentami z brązu, kości słoniowej, perłowej masy i szylkretu.
Otrzymał stanowisko premier ébéniste du Roi. Pracował na dworze Ludwika XIV. Charles André Boulle miał czterech synów, którzy podobnie jak ojciec byli ebenistami i projektantami mebli.
W Muzeum Narodowym w Warszawie znajduje się biurko wykonane przez Ch. A. Boulle dla Jana III Sobieskiego. Jest ono ozdobione orłem z koroną i herbem Janina.